# Lantdagen 1905
Den urtima lantdagen 1905 var Storfurstendömet Finlands sista ståndslantdag. Ståndslantdagen ersattes med en enkammarlantdag och allmän och lika rösträtt, även för kvinnor, infördes.

## Centrala frågor
Syftet med lantdagen var att avskaffa ståndslantdagen och ersätta den med ett parlament som valdes genom allmän och lika rösträtt. Lantdagen varade till september 1906 och det viktigaste resultatet var den nya lantdagsordningen och en ny vallag (inkluderande Kvinnlig rösträtt), som antogs den 1 juni 1906. De första valen till enkammarlantdagen kunde tack vare dem hållas i mars 1907.
Kontroversiella frågor var rösträttsåldern, valkretsindelningen och om parlamentet skulle ha en eller två kammare.
Representationsreformen var sedan länge ett krav och hade starkt stöd bland folket. Reformen, som mer eller mindre förintade adelns politiska makt, antogs i adeln med rösterna 100 mot 8 eftersom den även där ansågs som oundviklig. För att besluta om dessa ståndsprivilegier behövdes ett enhälligt beslut i alla fyra stånd. En liten men ljudlig minoritet förordade ett parlament med två kammare, men slutligen antog adeln propositionen om en kammare.
Tvåkammarlantdag stöddes i alla övriga stånd med övervägande majoritet, men i präste- och bondestånden delade valmetod och åldersgränsen för rösträtt meningarna. Slutligen, den 1 juni 1906, accepterade alla stånden grundlagsutskottet proposition.

## Ledamöter

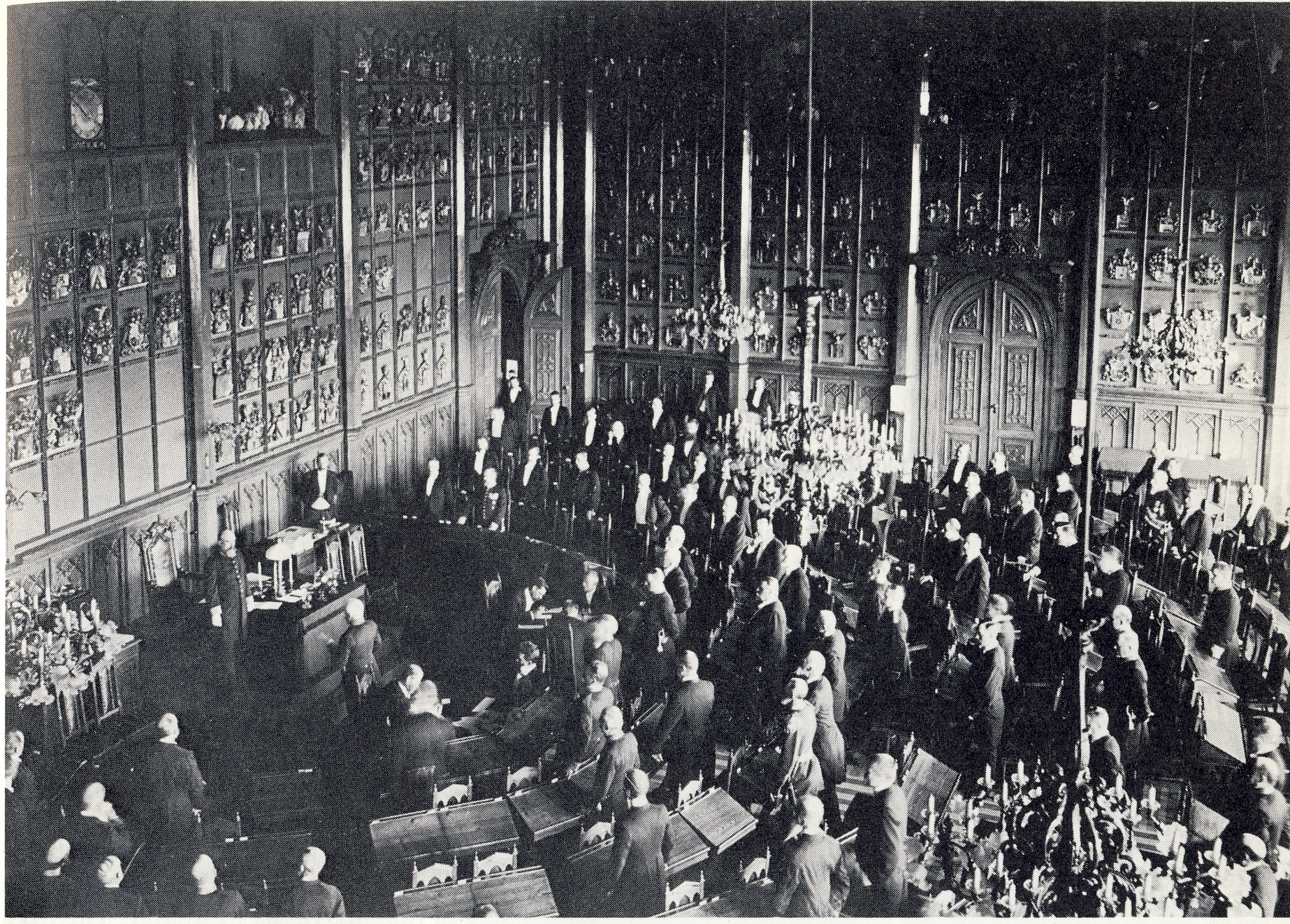
Lantmarskalken Viktor Magnus von Born höll ett avskedstal vid adelns och ridderskapet sista sammanträde i Riddarhuset den 8 september 1906.

### Adelsståndet
- Herman Adlercreutz
- Kristian von Alfthan
- Adolf Aminoff
- Alexander Aminoff
- Axel Henrik Antell
- Kasten Antell
- Carl Alexander Armfelt
- Erik Berg
- Gösta Björkenheim
- Birger Fredrik af Björkesten
- Carl Ragnar af Björkesten
- Axel Waldemar af Björksten
- Gustaf Ivar Blåfield
- Valfrid August Vilhelm Blåfield
- Constantin Boije af Gennäs
- Adolf von Bonsdorff
- Carl von Bonsdorff
- Hjalmar Gabriel von Bonsdorff
- John Waldemar von Bonsdorff
- Viktor Magnus von Born, lantmarskalk
- Thorsten Brakel
- Hans Henrik Brummer
- Johan Wilhelm Brummer
- Karl Wilhelm Bruncrona
- Theodor Bruun
- Tom Hjalmar Carpelan
- Tor Carpelan
- Axel Fredrik Nikolaus Cedercreutz
- Emil Waldemar Cedercreutz
- Gustaf Johan Reinhold Cedercreutz
- Arne Cederholm
- Richard Casimir de la Chapelle
- Axel Fredrik Charpentier
- Carl Axel Gustaf von Christierson
- Alexander von Collan
- Clas von Collan
- Gustaf Filip Creutz
- Carl Anton Reinhold Ludvig Cronstedt
- Gabriel Benjamin Cronstedt
- Frans Edvard Edelheim
- Alexander Kasimir Ehrnrooth
- Axel Ehrnrooth
- Georg Ehrnrooth
- Gustaf Robert Ehrnrooth
- Leo Ehrnrooth
- Axel Ekestubbe
- Hugo Edvard af Enehjelm
- Arthur Reinhold von Essen
- Bernhard Estlander
- Carl Georg Estlander
- Ernst Estlander
- Hans Henrik Estlander
- Jakob Bernhard Estlander
- Paul von Etter
- Victor Ludvig Alexander Falck
- Carl Wilhelm Daniel von Fieandt
- Arthur af Forselles
- Carl Axel Birger af Forselles
- Pehr Adolf Alf af Forselles
- Arthur William Forsman
- Georg Fraser
- Charles Emil af Frosterus
- Edvard Furuhjelm
- Elis Furuhjelm
- Elis Campbell Nicolas Furuhjelm
- Alexander Gadolin
- Claes Edvin Godenhjelm
- August Fredrik Granfelt
- George Granfelt
- Hjalmar Granfelt
- Aarne Gripenberg
- Alexis Gripenberg, vice lantmarskalk
- Bertel Gripenberg
- Gustaf Adolf Konstantin Gripenberg
- Johan Axel Gripenberg
- Lennart Gripenberg
- Mauritz Gripenberg
- Gösta Grotenfelt
- Julius Grotenfelt
- Kustavi Grotenfelt
- Nils Bernt Grotenfelt
- Nils Karl Ossian Grotenfelt
- Tor Nils Adolf Grotenfelt
- Carl August Gabriel von Haartman
- Johannes von Haartman
- Lars Emil von Haartman
- Alfred Hackman
- Oskar Hackman
- Wilhelm Hackman
- Edvard Robert Ludvig Hedenberg
- Hugo Oskar Alexander Magnus von Heideman
- Harald August af Hellén
- Ivar Theodor von Hellens
- Oskar von Hellens
- Alexander Wilhelm af Heurlin
- Valde Hirvikanta
- Gustaf Emil af Hällström
- Johannes Indrenius
- Albert Ludvig Lindsay von Julin
- Johan Albert Edvard von Julin
- Nils Adolf Lindsay von Julin
- Rolf Jacob von Julin
- Carl Georg Jägerhorn
- Reinhold Ernst Petter Jägerhorn
- Krister Ludvig Edvard Jägerskiöld
- Krister Robert Otto Edgar Jägerskiöld
- Jalo Järnefelt
- Tauno Järnefelt
- Adolf Ferdinand von Konow
- Carl von Knorring
- Johannes Alarik von Knorring
- Magnus Mikael von Kothen
- Alexis von Kræmer
- Wilhelm Theodor von Kraemer
- Karl Otto Reinhold Ladau
- Alexander Gabriel Lagus
- Rolf Lagerborg
- August Carl Adam Lagermarck
- Gustaf Adolf Langenskiöld
- Ernst Lindelöf
- Lorenz Lindelöf
- Uno Lindelöf
- Hjalmar Linder
- Torsten Leonard Lode
- Carl Gustaf Emil Mannerheim
- Carl Robert Mannerheim
- Adolf Constantin Mechelin
- Leo Mechelin
- Alexander Joakim von Minkwitz
- Carl Otto Alexander Munck
- Lennart Fritiof Munck af Fulkila
- Rudolf Waldemar Munsterhjelm
- Johannes Wilhelm von Nandelstadh
- Matts von Nandelstadh
- Erik Nordenskiöld
- Johan Robert Hugo Nordenswan
- Alfred Norrmén
- Max Oker-Blom
- Hjalmar Oker-Blom
- K. E. Palmén
- Wilhelm Pipping
- Arthur Pippingsköld
- Lars Knut Prytz
- Jost Wilhelm Hugo von Qvanten
- August Ramsay
- Edvard Alexander Ramsay
- Wilhelm Ramsay
- Ernst Viktor von Rehausen
- Thiodolf Rein
- Eric von Rettig
- Karl Hjalmar Rosenbröijer
- Hugo Rosenlew
- Gösta August Sackleen
- Arvid Sanmark
- Erik von Schantz
- Berndt Gustaf Knut Björn Waldemar Schauman
- Einar Ossian Schauman
- Georg Schauman
- Waldemar Schauman
- Hjalmar Schildt
- Jalo Aatos Viini Wilhelm Schildt
- Onni Schildt
- Osma Alfred Schildt
- Constantin Runo Georg von Schoultz
- Oskar von Schoultz
- Carl Rudolf Christer Schulman
- Hugo Schulman
- Otto Karl Hjalmar Schulman
- Arvid Michael af Schultén
- J. G. von Schrowe
- Hjalmar Frithiof Segercrantz
- Johan Viktor Segerstråle
- Gustaf Adolf Silfverhjelm
- Ernst Silfverhjelm
- Johan Axel Erik Silfverhjelm
- Anders Henrik Snellman
- Johan Ludvig Snellman
- Axel Johan Alfons Spåre
- Maximilian Spåre
- Carl August Standertskjöld
- Henrik Carl Gustaf August Standertskjöld
- Waldemar Stjerncreutz
- Wilhelm Stjernschantz
- Fredrik Stjernvall
- Henrik Ludvig Alfred Stjernvall
- Julius Stjernvall
- P. E. Svinhufvud
- Johan Reinhold Taube
- Hjalmar Edvard Tawast
- Eynar Thesleff
- Rolf Thesleff
- Viktor Nikolai Julius Thesleff
- Axel Fredrik Tigerstedt
- Edvard Tigerstedt
- James Mauritz Tigerstedt
- Robert Tigerstedt
- Theodor Tigerstedt
- Eric von Troil
- Walter Werner Axel von Troil
- Adolf Törngren
- Alarik Uggla
- John Rafael Uggla
- N. R. af Ursin
- Hugo Johan Wilhelm Wadenstjerna
- Ivar August Wahren
- Axel Wallensköld
- Björn Rudolf Wasastjerna
- Evert Viktor Wasastjerna
- Karl Oskar Wasastjerna
- Uno Alfons Wasastjerna
- Axel Leonard von Weissenberg
- Ernst von Wendt
- Georg von Wendt
- Erik Adolf von Willebrand
- Georg von Willebrand
- Herman Viktor von Willebrand
- Karl Reinhold von Willebrand
- Reinhold Felix von Willebrand
- Reinhold Robert von Willebrand
- Frans Gustaf von Winther
- August Henrik Uno Wrede
- Carl Ernst Wrede
- Carolus Wrede
- Otto Wrede
- R. A. Wrede
- Ferdinand von Wright
- Viktor Julius von Wright
- Georg Herman August Wärnhjelm
- Yrjö Koskinen Yrjö-Koskinen
- Axel Theodor Örnhjelm

### Prästeståndet
Ärkebiskop Gustaf Johansson var för femte gången talman för prästeståndet vid storfurstendömet Finlands sista lantdag. Vice talman var Herman Råbergh, biskop i Borgå stift. Även biskoparna i Nyslott och Kuopio stift, Otto Immanuel Colliander och Juho Rudolf Forsman (sedan 12.5.1905 Koskimies) var närvarande. Lantdagsmännen i prästeståndet var följande:
Biskopar:
- Ärkebiskop Gustaf Johansson (ståndets talman), Herman Råbergh, biskop i Borgå stift (vice talman), Otto Immanuel Colliander, biskop i Nyslott stift, och Juho Rudolf Forsman, biskop i Kuopio stift.

Representanter för prästerskapet:
- Valda av ärkestiftets prästerskap: professor Robert Hermanson, Ylikannus kyrkoherde Isak August Björklund, Nådendals kyrkoherde Edvard Hannula, Korpo kyrkoherde Herman Snellman, Solf kyrkoherde Johan Alarik Roos, Nystads kyrkoherde Wilhelm Roos, Uskela kyrkoherde Peter Snellman, Närpes kaplan Ivar Nordlund, S:t Marie kyrkoherde Ivar Markus Tallgren, Alavo kyrkoherde Karl August Schroderus, Åbo kaplan Teodor Natanael von Pfaler och Kauhajoki kyrkoherde Gustaf Edvard Lybeck (som valdes genom utlottning).
- Valda av Borgå stifts prästerskap: professor Allan Serlachius, Tammerfors kaplan Karl Oskar Fontell, Uurais kyrkoherde Arnold Melcher Berger, Tammerfors finska reallyceums lektor Johan Abraham Maunu, professor Georg Gustaf Alexander Rosenqvist, Jyväskylä landsförsamlings kyrkoherde Gustaf Johan Adolf Heman, Hattula kyrkoherde Johan Jakob Westerlund, universitetsadjunkten Lauri Ingman och professor J. R. Danielson-Kalmari.
- Valda av Nyslotts stifts prästerskap: Nyslott-Sääminge kyrkoherde Juuso Hedberg, Impilax kyrkoherde Aleksander Auvinen, Parikkala kyrkoherde Julius Immanuel Gummerus, Uguniemi kyrkoherde Alexander Gustaf Walle, Jockas kyrkoherde Josua Johansson, professor Arthur Hjelt, Kangasniemi kyrkoherde Ludvig Alexander Wennerström och Juga kyrkoherde Fredrik Hellman.
- Valda av Kuopio stifts prästerskap: kyrkoherden i Kuopio Johannes Schwartzberg, kyrkoherde i Nedertorneå Eljas Lönnrot, Leppävirta kyrkoherde Henrik Edvard Schroderus, Karttula kyrkoherde Eero Hyvärinen, professor Ernst Gustaf Palmén och Uleåborgs läns fängelsepredikant Juho Aapraham Mennander.
- Valda av universitetet: professorerna Johan Wilhelm Runeberg och Werner Söderhjelm.
- Valda av Åbo stifts skollärare: Knut Svanljung, rektor för Finska klassiska lyceum i Åbo, och Vilhelm Rosenqvist, rektor för Svenska Normallyceum.
- Utvald av skollärarna i Borgå stift: Alexander Werner Theodor Malin, lektor vid Tammerfors finska reallyceum och professor Ivar Heikel.
- Valda av skollärarna i Nyslotts stift: professor Emil Nestor Setälä och lektor Uno Saxén vid finska realgymnasiet i Viborg.
- Vald av lärare i Kuopio stift: professor Theodor Homén.

I prästeståndet ingick 48 representanter. Tretton före detta lantdagsmän som deltagit sedan lantdagen 1877, såsom senator Otto Donner, hade nu uteblivit. Den mångårige lantdags, rektor Adiel Bergroth, hade avlidit 1905, och kyrkoherde Niilo Karilas, som suttit i ståndet sedan 1888, hade övergått till att bli ecklesiastikexpeditionens referendariesekreterare. De frånvarande ersattes av Theodor Natanael von Pfaler, Samuel Wilhelm och Johan Alarik Roos, Peter och Herman Henrik Snellman, Karl Ivar Nordlund, Gustaf Edvard Lybeck, Lauri Ingman, Arthur Hjelt, Juho Aapraham Mannermaa, Werner Söderhjelm, Uno Saxén och Theodor Homén. Bland dem kom Ingman, Mannermaa, Homén och Samuel Wilhelm Roos att arbeta i den nya riksdagen.

### Borgarståndet
Borgarståndets talman var Leonard von Pfaler och sekreterare var Axel Valdemar Lindberg. I ståndet ingick följande:

- Johan Henrik Alkunen (Helsingfors)
- Ossian Ansas (Vasa)
- Woldemar Backman (Jakobstad)
- Konrad Björkstén (Borgå)
- T. J. Boisman (Helsingfors)
- Carl Alfred Carlström (Kristinestad)
- Arthur Castrén (Uleåborg)
- Kaarlo Castrén (Fredrikshamn)
- Axel Cederberg (Vasa)
- Anton Elving (Tammerfors)
- Eero Erkko	(Tavastehus)
- Oskar Groundstroem (Helsingfors)
- Aimo Hallberg (Kotka)
- Mauritz Hallberg (Helsingfors)
- Felix Heikel (Viipuri)
- Theodor August Heikel (Nykarleby)
- Walter Heimbürger (Helsingfors)
- Niilo Helander (Gustaf Adolfs)
- August Hjelt (Nådendal)
- Gustaf Rudolf Idman (Tammerfors)
- Herman Alexander Ingman (Idensalmi)
- Fredrik Jansson (Helsingfors)
- Julius Emerik Jansson (Mariehamn)
- Juho Heikki Jokinen (Åbo)
- Fritz Arthur  Jusélius (Björneborg)
- Vilho Jämsén (Kemi)
- Einar August Kalm (Torneå)
- Kyösti Kanniainen (Jyväskylä)
- Kustaa Killinen (Kuopio)
- Kaarlo Kokkonen (Kajana)
- Johan Albert Kosk (Helsingfors)
- Taneli Kurkela (Tammerfors)
- Mikko Latva (Björneborg)
- Magnus Lavonius (Tammerfors)
- W. A. Lavonius (Helsingfors)
- Konstantin Lojander (Raumo)
- Johannes Lundson (Villmanstrand)
- Albert Luoma (Brahestad)
- Gustaf Manninen (Björneborg)
- Gustaf Otto Mattsson (Kaskö)
- Antti Mikkola (Åbo)
- Yrjö Mäkelin (Uleåborg)
- Kaarlo Kristian Mäkinen (S:t Michel)
- Arvid Neovius (Lovisa)
- Isak Oivanen (Kotka)
- Simo Frithiof Parviainen (Joensuu)
- Leonard von Pfaler (Helsingfors), talman
- Matti Pietinen (Viborg)
- Eduard Polón (Helsingfors)
- Erkki Reijonen (Tammerfors)
- K.  H.  Renlund (Karleby)
- Heikki Renvall (Nyslott)
- Viktor Jedidjah Alfred Roos (Hangö)
- Mauno Rosendal (Uleåborg)
- J. A.  Salminen (Åbo)
- Theodor Schwindt (Kexholm)
- Emil Schybergson (Helsingfors)
- Jakob Johannes Sederholm (Helsingfors)
- Aleksander Sikio (Nyslott)
- Fredrik Sundwall (Ekenäs)
- Karl Söderholm (Helsingfors)
- Aleksander Henrik Söderman (Nystad)
- Otto Tuomi	 (Kuopio)
- August Emil Konstantin Tötterman (Åbo)
- Evert Woldemar Walldén (Helsingfors)
- Theodor Wegelius (Helsingfors)
- Kalle Viljakainen (Tammerfors)
- Gustaf Johannes Winter (Sordavala)
- Eugen Wolff (Viborg)
- Henrik Johan Wilhelm Zilliacus (Helsingfors)
- Knut Gustaf Åkesson (Vasa)
- Axel Ålenius (Åbo)
- Elias Öhman (Helsingfors)

### Bondeståndet
Bondeståndets talman var Pekka Ahmavaara, Emil Almberg var tolk och Kaarlo Ignatius sekreterare. Bondeståndets representanter:

- Pekka Ahmavaara, Ijo, talman
- Juho Erkki Antila, Ilmajoki
- Pekka Anttonen, Viborgs landskommun
- Juho Astala, Urdiala
- Hjalmar Gabriel Brander, Loppis
- Georg Edgar Candelin, Pojo
- Jonas Castrén, Helsingfors
- Kaarlo Ekberg, Rautalampi
- Gustaf Viktor Eklund, Kirkkonummi
- Elias August Ekman-Isotalo,  Längelmäki
- August Fellman, Hollola
- Adolf Halinen, Jyväskylä landskommun
- Antti Halonen, Puolango
- Samuel Heiskanen, Idensalmi landskommun
- Juho Fredrik Horelli, Kumo
- Nestor Huoponen, Kirvu
- Aksel Hynninen, Jorois
- Kalle Häkkinen, Ruovesi
- Matti Ikonen, Kangasniemi
- Kaarlo Juhana Inberg, Vittisbofjärd
- Juho Jormakka, Sordavala landskommun
- Juho Herman Jurva, Övertorneå
- Antti Kaasalainen, Pyhäjärvi
- Kyösti Kallio, Nivala
- Kustaa Vilhelm Karhu, Mäntyharju
- Karl Julian Karlsson, Finström
- Urbanus Koistinen, Nilsiä
- Aleksanteri Koivisto, Kuortane
- Aleksi Korvenranta, Sysmä
- William Koskelin, Saarijärvi
- Martti Kykkling, Virolahti
- Oskari Laine, Mäntsälä
- Pekka Leppänen, Ilomants
- Kalle Myllylä, Kalajoki
- Juho Mynttinen, Itis
- Oskar Nissinen, Sordavala landskommun
- Oskar Nix, Närpes
- Jakob Näs, Munsala
- Kaarle Ojanen, Nummis
- Georg Wilhelm Paunonen, Jockas
- Erkki Peltonen, Nurmes
- Pekka Pennanen, Kesälax
- Otto Pesonen, Heinävesi
- Juho Pietiläinen, Bjärnå
- Kaarle Prusi, Tyrvis
- Arno Reuter, Åbo
- Tahvo Riihelä, Luumäki
- Juho Riipinen, S:t Michel landskommun
- Brynolf Roiha, Parikkala
- Juhana Emil Sandelius, Nådendal landskommun
- Pekka Siira, Tyrnävä
- Juho Anton Sjöblom, Tövsala
- Juho Snellman, Karttula
- Tuomas Suokas, Valkjärvi
- Johan Oskar Terho, Vichtis
- Matti Tervaniemi, Kittilä
- Bror Axel Thulé, Kangasala
- Juho Torppa, Vetil
- Juho Valmari, Kemi landskommun
- Uuno A. Varis, Polvijärvi
- Kaarlo Warvikko, Karstula
- Karl Johan Winter, Jakimvaara
- Kaarle Wärri, Pöytis